# パトリック・スタンプ
パトリック・ヴォーン・スタンプ（Patrick Vaughn Stump、1984年4月27日 - ）は、アメリカのロックバンド、フォール・アウト・ボーイのボーカリスト、ギタリスト、ピアニスト、作曲家、音楽プロデューサーである。当初はドラマーとしてフォール・アウト・ボーイに加わったが、メンバーの中にボーカルに相応しい者がいなかった為代わりにパトリックがボーカルを担当することになった。その後、バンドのためにギターも演奏し始めた。メンバーの中で唯一タトゥーを入れていない。

## 来歴
2009年にフォール・アウト・ボーイが無期限活動休止を発表した後、2010年にソロ活動を開始し、2011年10月にソロとしてデビュー・アルバム『ソウル・パンク』（Soul Punk）をリリース。
無期限活動休止中には65ポンド（約29.5kg）の減量に成功している。
2012年に、長年付き合っていたガールフレンドのエリサ・ヤオと結婚し、2014年10月15日に第1子が誕生した。

## ディスコグラフィ

### アルバム
- Soul Punk (2011)

### 参加作品
MAN WITH A MISSION
- Dead End in Tokyo
  - 共作曲、プロデュースで参加。
- 86 Missed Calls feat.Patrick Stump
  - シングル『Dark Crow』収録。
  - 共作曲、プロデュース、ゲストボーカルで参加。